# Roman Sandgruber

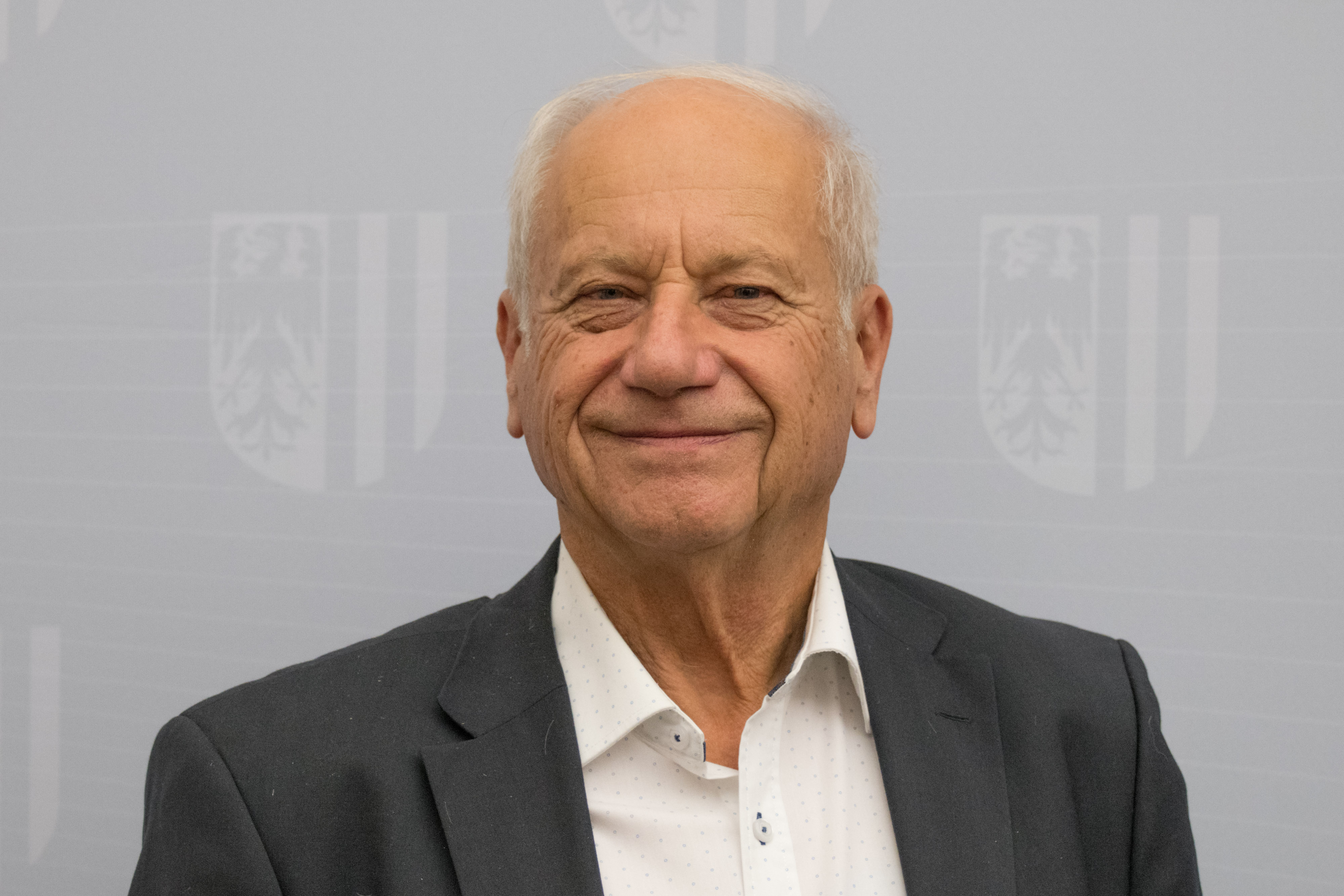
Roman Sandgruber (2019)

Roman Sandgruber (* 20. Februar 1947 in Rohrbach) ist ein österreichischer Historiker. Er war bis zu seiner Emeritierung im Jahr 2015 Leiter des Instituts für Sozial- und Wirtschaftsgeschichte der Johannes Kepler Universität Linz.

## Leben und Wirken
Roman Sandgruber studierte von 1965 bis 1971 Geschichte, Germanistik und Volkswirtschaftslehre an der Universität Wien. Er war von 1972 bis 1988 an selbiger Universität Vertrags- und Universitätsassistent. 1982 erfolgte die Habilitation. Von 1988 bis 2015 war er ordentlicher Universitätsprofessor an der Sozial- und
Wirtschaftswissenschaftlichen Fakultät der Johannes Kepler Universität.
Sandgruber ist Mitglied der Österreichischen Akademie der Wissenschaften und war von 1996 bis 1998 Vorsitzender des Senats der Universität Linz. Von 1998 bis 2003 war er Mitglied der Österreichischen Historikerkommission.
Seit 1968 ist er Mitglied der katholischen Studentenverbindung KÖHV Amelungia Wien im ÖCV.

## Engagement
„Adolf Hitler hätte mit dem geplanten Umbau seines Geburtshauses in Braunau und dem prämierten Architektenentwurf sicher Freude gehabt. Der an altdeutschen Formen orientierte Entwurf entspricht recht genau Hitlers architektonischen Prämissen, und auch die dafür vorgesehene, üppige Geldsumme von fünf Millionen Euro orientiert sich an Denkweisen des Dritten Reichs.“

Mit dieser Aussage in den OÖ Nachrichten gehört Roman Sandgruber zu den schärfsten Kritikern des von Innenminister Karl Nehammer präsentierten Konzepts der „Neutralisierung“ des Hitler-Geburtshauses. Im Vorwort zu seinem Buch Hitlers Vater dankt er Andreas Maislinger für das Projekt Haus der Verantwortung in Braunau am Inn.

## Auszeichnungen
- 1982: Kardinal-Innitzer-Förderungspreis für Geisteswissenschaften
- 1987: Sandoz-Preis für besondere wissenschaftliche Leistungen
- 1988: Karl-von-Vogelsang-Staatspreis für Geschichte der Gesellschaftswissenschaften
- 1998: Kulturmedaille des Landes Oberösterreich[1]
- 1999: Ludwig-Jedlicka-Gedächtnispreis
- 2005: Österreichisches Ehrenkreuz für Wissenschaft und Kunst I. Klasse
- 2004: Goldenes Ehrenzeichen des Landes Oberösterreich
- 2004: Silbernes Komturkreuz des Ehrenzeichens für Verdienste um das Bundesland Niederösterreich
- 2015: Großes Silbernes Ehrenzeichen für Verdienste um die Republik Österreich
- 2019: Wissenschaftsbuch des Jahres in der Kategorie  Geistes-, Sozial-, Kulturwissenschaft  für Rothschild. Glanz und Untergang des Wiener Welthauses[5]
- 2021: Johannes-Kepler-Preis[6]

## Publikationen (Auswahl)
- Bittersüße Genüsse. Kulturgeschichte der Genussmittel. Wien/Köln/Graz 1986.
- als Hrsg. mit Harry Kühnel: Genuss & Kunst. Kaffee, Tee, Schokolade, Tabak, Cola. Innsbruck 1994.
- mit Brigitte Bailer-Galanda und Lorenz Mikoletzky (Hrsg.): Österreich 1938–1945. Dokumente. Archiv Verlag, Wien 2006.
- Traumzeit für Millionäre. Die 929 reichsten Wienerinnen und Wiener im Jahr 1910. Styria Premium, Graz 2013, ISBN 978-3-222-13405-0 (eingeschränkte Vorschau in der Google-Buchsuche).[7]
- Rothschild. Glanz und Untergang des Wiener Welthauses. Molden Verlag, Wien 2018, ISBN 978-3-222-15024-1.
- Hitlers Vater: Wie der Sohn zum Diktator wurde. Molden Verlag in Verlagsgruppe Styria, Wien 2021, ISBN 978-3-222-15066-1.
- Reich sein: Das mondäne Wien um 1910. Molden Verlag in Verlagsgruppe Styria, Wien 2022, ISBN 978-3-222-15096-8.
- Pretty Kitty und die Frauen der Rothschilds. Molden Verlag in Verlagsgruppe Styria, Wien 2023, ISBN 978-3-222-15100-2.